# Joanna Ewa Aleksandrowicz
Joanna Ewa Aleksandrowicz – polska kulturoznawczyni, doktor habilitowany nauk humanistycznych.

## Życiorys
W 2005 roku uzyskała tytuł magistra z kulturoznawstwa na Uniwersytetecie Śląskim w Katowicach. W 2010 roku na tej samej uczelni, w tej samej dziedzinie uzyskała stopień doktora.
W 2023 roku uzyskała stopień doktora habilitowanego nauk humanistycznych na Uniwersytetecie Śląskim w Katowicach.